# Coordonare (gramatică)
În sintaxă, coordonarea este un raport logic, unul din cele care pot exista în propoziție și în frază. Entitățile coordonate au același rang sintactic. În propoziție sunt cuvinte sau sintagme care formează împreună o parte de propoziție multiplă. În frază sunt propoziții principale, propoziții subordonate aceluiași regent sau, mai rar, o parte de propoziție și o propoziție, ambele subordonate aceluiași regent. Coordonarea se opune subordonării, care poate exista între părți de propoziție cu ranguri diferite, iar în frază între propoziții cu ranguri diferite. Spre deosebire de subordonare, în care subordonatul este uneori indispensabil ca sintagma sau propoziția să fie corectă, entitatea coordonată nu este niciodată obligatorie. De asemenea, față de subordonare, coordonare poate exista și între propoziții sau/și fraze vecine într-un discurs.
Termenul „coordonare” apare și în lexicologie, deoarece formarea unor cuvinte compuse are la bază acest raport inițial între componente.
În propoziție, după unii lingviști, există un al treilea tip de raport, interdependența, între subiect și predicat.

## Procedeele coordonării
Unul dintre procedeele coordonării este juxtapunerea (numită și parataxă), coordonarea astfel realizată fiind calificată drept paratactică sau asindetică. Acest tip de coordonare se caracterizează prin lipsa vreunui cuvânt gramatical de legătură. Exemple:
- între cuvinte ce formează o parte de propoziție multiplă: ro  „Noaptea-i albă, luminoasă” (Vasile Alecsandri)[2], hu  Testem, lelkem sebes „Trupu-mi, sufletu-mi sunt rănite” (Mihály Váci)[10];
- între propoziții dintr-o frază: ro  Copilul e cuminte, învață bine, scrie poezii[11], fr  Il court, saute dans tous les sens „Aleargă, sare în toate părțile”[4];
- între propoziții sau fraze vecine: hu  Péter bejött a szobába. Leült, és olvasni kezdte az újságot „Péter a intrat în cameră. S-a așezat și a început să citească ziarul”[12];
- între elemente de cuvânt compus: ro  general-maior[7], hu  adásvétel „vânzare-cumpărare”[8].

Coordonarea se realizează mai ales prin joncțiune (coordonare joncțională, numită și sindetică), cu ajutorul unui cuvânt gramatical, de regulă o conjuncție, dar poate fi și un alt fel de conector:
- între cuvinte aceeași parte de vorbire, ce formează o parte de propoziție multiplă: ro  Eu îs fierar și potcovar (Mihail Sadoveanu)[2], en  The weather, bright and sunny, drove us out of doors „Vremea, strălucitoare și însorită, ne-a scos afară din casă”[13];
- între cuvinte părți de vorbire diferite: fr  un pull vert et d’étrange aspect „un pulovăr verde și cu aspect ciudat”[4];
- între propoziții cu același rang și aceeași funcție într-o frază: ro  El dictează și ea scrie[14], en  John walked and Mary ran „John mergea, iar Mary fugea”[6];
- între propoziții cu același rang, dar cu funcții diferite: ro  ... taie de unde vrea și cât îi place (Ion Creangă)[2];
- între o parte de propoziție și o propoziție: fr  un coup de matraque violent et qui fait mal „o lovitură de baston violentă și care doare”[4];
- între propoziții sau fraze vecine: fr  Internet est une source inépuisable d’informations. De plus, c’est un remarquable outil de communication „Internetul este o sursă inepuizabilă de informații. În plus, este un istrument de comunicare remarcabil”[15];
- între elemente de cuvânt compus: ro  treizeci și cinci[7], fr  vingt et un „douăzeci și unu”[16].

## Tipuri de coordonare după raportul logic exprimat
Din punct de vedere logic sunt mai multe tipuri de coordonare, privitor la numărul cărora nu există unitate de vederi. În general se disting tipurile de coordonare copulativă, disjunctivă, adversativă și conclusivă. Unii autori adaugă la acestea și alte tipuri de coordonare (vezi mai jos).
Coordonarea copulativă leagă între ele entități sintactice indicând apropierea spațială sau temporală, simultaneitatea sau succesiunea, asocierea lor, implicând uneori și o gradare. Este un tip de coordonare deschis, teoretic putând privi un număr nedefinit de entități. Poate fi realizat și prin joncțiune, și prin juxtapunere.
Unii autori disting, în cadrul coordonării copulative între propoziții, mai multe subtipuri, dintre care unul este coordonarea copulativă simplă. Astfel sunt toate exemplele de mai sus. În afară de aceasta mai există coordonare copulativă (exemple în limba maghiară):
- adăugitoare: Nem megyek el hozzá, levelet sem írok neki „Nu merg la el/ea, nici nu-i scriu”;
- opozitivă, dar care nu indică opoziție reală: Nemcsak tudni kell a jót, hanem meg is kell tenni „Nu trebuie numai să cunoști binele, ci să și faci bine”;
- sintetizatoare: Sem eső nem esik, sem felhő nem látszik „Nici nu plouă, nici nori nu se văd”;
- divizatoare: A film egyrészt hosszú volt, másrészt unta mindenki „Pe de o parte filmul a fost lung, pe de altă parte i-a plictisit pe toți”;
- gradatoare: Üzent, sőt írt is neki „I-a trimis vorbă, ba chiar i-a și scris”.

Coordonarea disjunctivă interconectează entități dintre care se poate alege (disjuncție concesivă) sau trebuie să se aleagă (disjuncție exclusivă). Exemple:
- între cuvinte: ro  Îmi aduci vin sau bere (disjuncție concesivă)[20], fr  Il veut être avocat ou médecin „Vrea să fie avocat sau medic” (disjuncție concesivă)[21];
- între propoziții dintr-o frază: ro  Vii sau pleci? (disjuncție exclusivă)[22], fr  Il paiera, ou bien il sera poursuivi „Va plăti sau va fi urmărit” (disjuncție exclusivă)[23];
- între propoziții sau fraze vecine: hu  Induljunk most mindjárt. Vagy induljunk csak holnap reggel kényelmesen „Să plecăm imediat. Sau să plecăm numai mâine dimineață, comod” (disjuncție concesivă)[12].

Coordonarea adversativă sau opozitivă pune în opoziție două entități, ambele fiind afirmate (opoziție simplă), sau una fiind negată, iar cealaltă afirmată (opoziție exclusivă):
- între cuvinte: ro  Este slab, dar sănătos (opoziție simplă)[24], hu  fontos, de rossz hír „veste importantă, dar proastă” (opoziție simplă)[5];
- între propoziții dintr-o frază: ro  N-a învățat, ci s-a distrat (opoziție exclusivă)[24], hu  Nem a rózsa szúr, hanem a tövise „Nu trandafirul înțeapă, ci ghimpii lui” (opoziție exclusivă)[19];
- între propoziții sau fraze vecine: cnr  Vrijeme već odavno bijaše isteklo. No svi još bijahu na svojim mjestima „Timpul expirase demult. Însă toți erau încă la locurile lor”[25].

Coordonarea conclusivă sau consecutivă indică un raport cauză – efect, al doilea membru al ei exprimând o deducție logică a ceea ce exprimă primul:
- între cuvinte: ro  Este sportiv, deci rezistent și disciplinat [26], hu  Győzelmet, tehát sikert aratott „A obținut victoria, deci succesul”[5];
- între propoziții dintr-o frază: ro  Am promis, deci vin[27], fr  Je pense, donc je suis „Gândesc, deci exist”[4];
- între propoziții sau fraze vecine: cnr  Svi su već bili potpuno iscrpljeni. Zbog toga smo se morali odmoriti „Toți erau deja complet epuizați. De aceea a trebuit să ne odihnim”[25].

Unii autori iau în seamă și alte tipuri de coordonare:
- cauzală: fr  Il faut l’aimer car il est juste „Trebuie să fie iubit, căci este drept”[4];
- tranzitivă (numai cu conjuncția or): fr  Tout homme est mortel ; or je suis un homme ; donc je suis mortel „Orice om este muritor; or eu sunt om; deci sunt muritor”[21];
- comparativă: fr  Plus il mange, plus il a faim „Cu cât mănâncă mai mult, cu atât e mai înfometat”[4];
- temporală: fr  Il travaille, puis il fume „El lucrează, apoi fumează”[4];
- explicativă: hu  Egy könnyű, ugyanis egyszerű feladatot oldott meg „A rezolvat o problemă ușoară, adică simplă”[28];
- exclusivă: sr  Svuda je tišina, samo u dvorištu skiči usamljeni pas „Peste tot e liniște, numai în curte scâncește un câine singuratic”[29].

Și printre raporturile subordonatoare sunt unele logice, de aceea între acestea și unele raporturi de coordonare există asemănări. De exemplu, în gramatici ale limbii române este luat în seamă un complement circumstanțial cumulativ (ex. În afară de profesor a fost numit și director), raportul exprimat de acesta fiind echivalent cu unul de coordonare copulativ. Construcția părții de propoziție numită complement circumstanțial opozițional (În locul mamei, am venit eu) seamănă cu cea a raportului de coordonare adversativ. Raportul de subordonare consecutiv (Muncește până la epuizare) este comparabil cu raportul de coordonare conclusiv.
În alte gramatici de asemenea se constată chiar cazuri de sinonimie sintactică între unele construcții considerate coordonatoare și altele considerate subordonatoare. De pildă în raportul cauză – efect, în această ordine, efectul este exprimat de o propoziție coordonată conclusivă (ex. hu  Nagy volt a sár, ezért nem lehetett járni „Era mult noroi, de aceea nu se putea umbla”) sau de o propoziție predicativă cu nuanță consecutivă: Akkora volt a sár, hogy alig lehetett járni „Era atât de mult noroi, încât nu se putea umbla”. Și în ordinea inversă a exprimării raportului cauză – efect există sinonimie, între o propoziție coordonată numită explicativă care exprimă cauza (Nem lehetett járni, ugyanis nagy volt a sár „Nu se putea umbla; într-adevăr, era mult noroi”) și o subordonată cauzală: Azért nem lehetett járni, mert nagy volt a sár „Nu se putea umbla, pentru că era mult noroi”.
Comparând sintaxe a diferite limbi, se pot constata viziuni diferite despre coordonare și subordonare. Bunăoară, pentru Dubois 2002 sau pentru Grevisse și Goosse 2007, conjuncția franceză car „căci” introduce o propoziție coordonată, în timp ce pentru Avram 1997, conjuncția căci este subordonatoare, la fel ca și echivalentele acestora pentru Klajn 2005 sau pentru Király și A. Jászó 2007.